# Carl Frode Tiller
Carl Frode Tiller (Namsos, 4 gennaio 1970) è uno scrittore, storico e musicista norvegese.
I lavori di Tiller sono scritti in Nynorsk, una dei due sistemi di scrittura ufficiale del norvegese. Il debutto avviene nel 2001 con il romanzo Skråninga, premiato con il premio Tarjei Vesaas per la migliore opera prima. 
È stato candidato al Premio Brage con Skråninga, riconoscimento che ha poi vinto nel novembre 2007 con il romanzo Innsirkling. Nell'autunno 2007 Tiller ha ricevuto il premio norvegese dei critici per la letteratura.

## Opere tradotte in italiano
- Accerchiamento (Innsirkling, 2007) Bari, Stilo, 2018 traduzione di Margherita Podestà Heir ISBN 978-88-6479-195-1.